# 王新朝喜
王新朝喜（O Asako，1987年12月16日—），原名王岑靜，是一名歸化日本的女子籃球運動員，效力於三菱電機無尾熊，主要位置為中鋒。

## 經歷
- 天津市第八十九中學 - 岐阜女子高等學校（日语：岐阜女子高等学校） - 白鷗大學 - 三菱電機無尾熊（日语：三菱電機コアラーズ）（2010年－2020年）

## 日本代表經歷
- 2013年東亞運動會
- 2013年亞洲女子籃球錦標賽
- 2014年世界女子籃球錦標賽
- 2015年亞洲女子籃球錦標賽[1]

## 外部連結
- 三菱電機コアラーズ公式サイト｜プレーヤー 王 岑静 （页面存档备份，存于） （日語）
- 王新朝喜 - WJBL （日語）
- 王新朝喜的Facebook專頁